# Kioti
 (novembre 2017).
Si vous disposez d'ouvrages ou d'articles de référence ou si vous connaissez des sites web de qualité traitant du thème abordé ici, merci de compléter l'article en donnant les références utiles à sa vérifiabilité et en les liant à la section « Notes et références ».

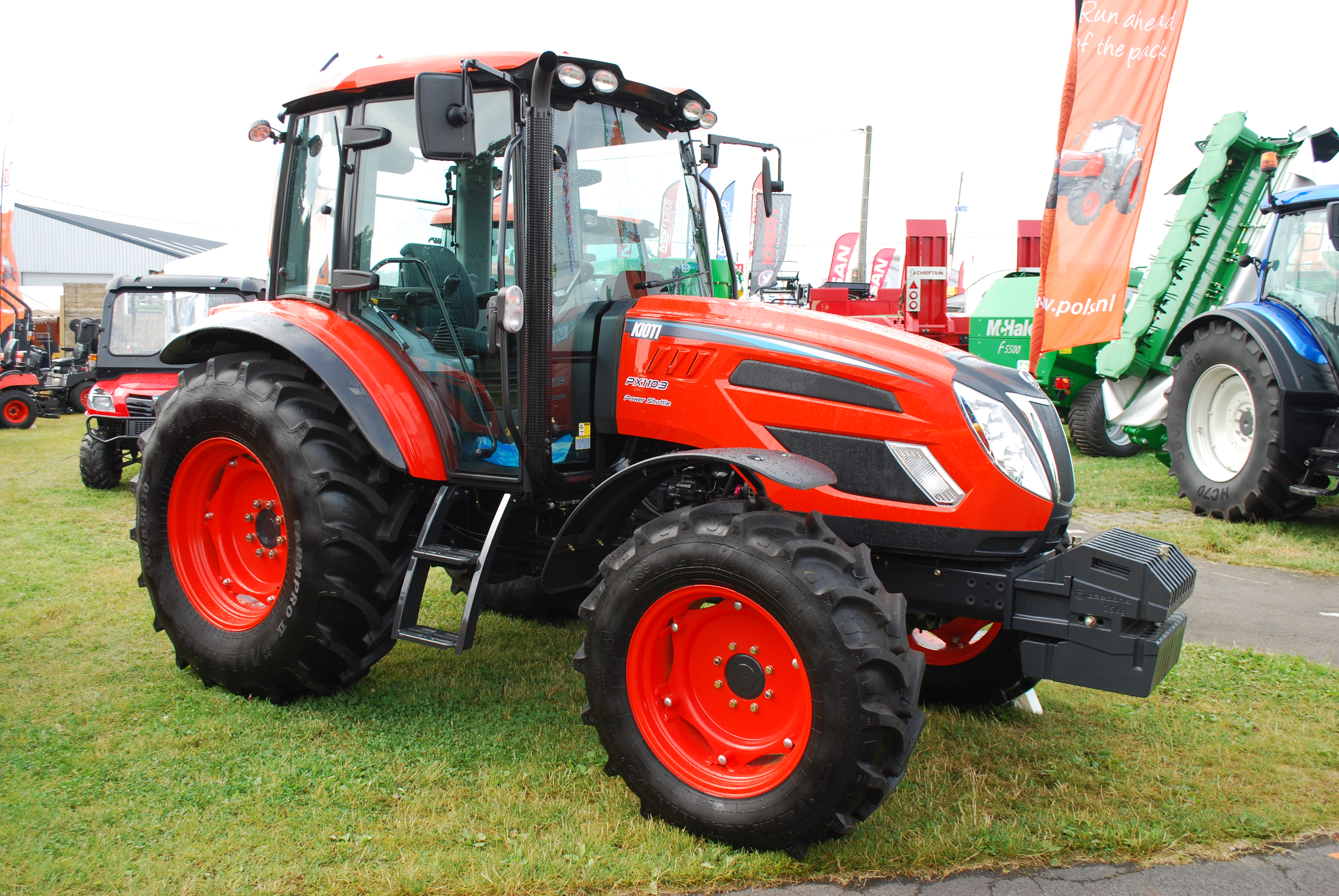
Un tracteur Kioti.

Kioti est une marque d'engins agricoles, filiale de la société sud-coréenne Daedong Industrial Company, Ltd.
Le premier tracteur a été livré aux États-Unis en 1986, et la marque a commencé à s'implanter en Europe dans les années 2000.

## Galerie

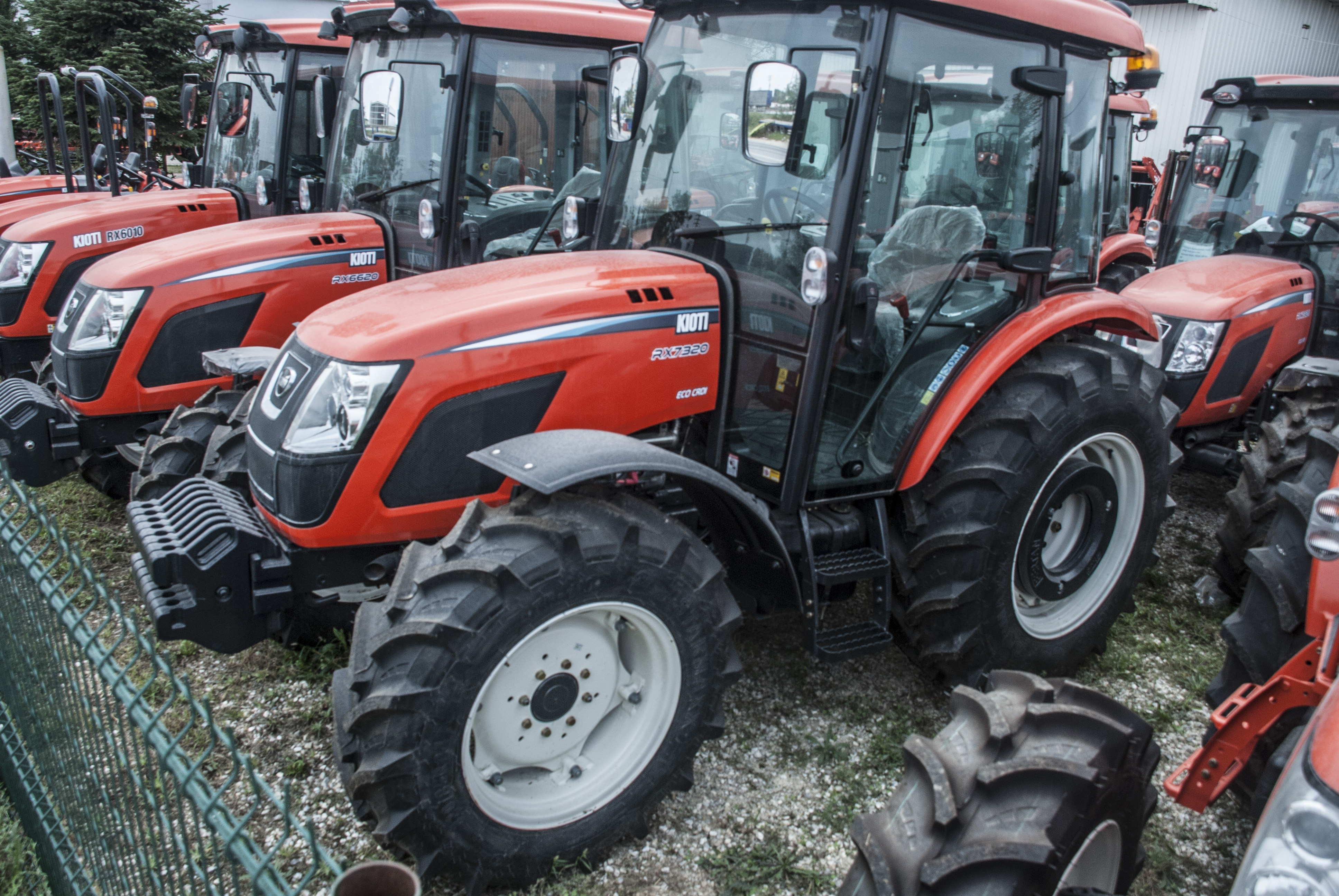
Kioti RX7320
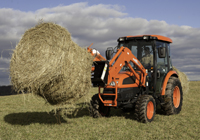
KIOTI DK45
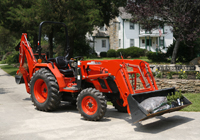
KIOTI DS4510